# Ілгіжюкай
Ілгіжюкай (Ilgižiukai) — хутір у Литві, Расейняйський район, Бетигальське староство. 2001 року на хуторі проживало 10 людей, 2011-го — також 10. Розташоване за 1 км від села Ілгіжяй III, дещо далі — Степонкайміс.

## Принагідно
- Ilgižiukai [Архівовано 17 листопада 2016 у Wayback Machine.]

| Литва | Це незавершена стаття з географії Литви. Ви можете допомогти проєкту, виправивши або дописавши її. |